# Rallye Schweden 1980
Die 30. Rallye Schweden war der 2. Lauf zur Rallye-Weltmeisterschaft 1980. Sie fand vom 15. bis zum 17. Februar in der Region von Karlstad statt.

## Klassifikationen

### Endergebnis
| Rang | Fahrer           | Co-Pilot         | Auto                      | Zeit (Std./Min./Sek.) | Rückstand Sieger (Min./Sek.) Rückstand V (Min./Sek.) |
| ---- | ---------------- | ---------------- | ------------------------- | --------------------- | ---------------------------------------------------- |
| 1    | Anders Kulläng   | Bruno Berglund   | Opel Ascona 400           | 4:17:52               | 00:00                                                |
| 2    | Stig Blomqvist   | Björn Cederberg  | Saab 99 Turbo             | 4:19:22               | 01:30                                                |
| 3    | Björn Waldegård  | Hans Thorszelius | Fiat 131 Abarth           | 4:21:39               | 03:47 02:17                                          |
| 4    | Hannu Mikkola    | Arne Hertz       | Ford Escort RS 1800       | 4:23:49               | 05:57 02:10                                          |
| 5    | Björn Johansson  | Ragnar Spjuth    | Opel Kadett GT/E          | 4:25:18               | 07:26 01:29                                          |
| 6    | Pentti Airikkala | Risto Virtanen   | Vauxhall Chevette 2300 HS | 4:25:44               | 07:52 00:26                                          |
| 7    | Timo Salonen     | Seppo Harjanne   | Datsun 160J               | 4:28:01               | 10:09 02:17                                          |
| 8    | Per Eklund       | Hans Sylvan      | Datsun 160J               | 4:30:09               | 12:17 02:08                                          |
| 9    | Bengt Nilsson    | Lennart Berggren | Opel Kadett GT/E          | 4:33:55               | 16:03 03:46                                          |
| 10   | Ingvar Carlsson  | Roine Hasselberg | BMW 320i                  | 4:33:58               | 16:06 00:03                                          |

Insgesamt wurden 79 von 146 gemeldeten Fahrzeuge klassiert:

### Fahrer-Weltmeisterschaft
| Pos. | Fahrer           | Punkte |
| ---- | ---------------- | ------ |
| 1    | Anders Kulläng   | 30     |
| 2    | Björn Waldegård  | 24     |
| 3    | Walter Röhrl     | 20     |
| 4    | Bernard Darniche | 15     |
| 5    | Stig Blomqvist   | 15     |

### Herstellerwertung
| Pos. | Team       | Punkte |
| ---- | ---------- | ------ |
| 1    | Fiat       | 18     |
| 2    | Lancia     | 16     |
| 3    | Volkswagen | 14     |
| 4    | Opel       | 12     |
| 5    | Porsche    | 10     |